# Liste der Baudenkmale in Sassen-Trantow
In der Liste der Baudenkmale in Sassen-Trantow sind alle denkmalgeschützten Bauten der Gemeinde Sassen-Trantow in Mecklenburg-Vorpommern und ihrer Ortsteile aufgelistet. Grundlage ist die Veröffentlichung der Denkmalliste des Kreises Demmin mit dem Stand vom 18. Dezember 1996.

## Legende
In den Spalten befinden sich folgende Informationen:
- ID-Nr: Die Nummer wird von den Denkmalämtern der Landkreise vergeben. Wenn sie nicht bekannt ist, bleibt die Spalte leer. In dieser Spalte kann sich zusätzlich das Wort Wikidata befinden, der entsprechende Link führt zu Angaben zu diesem Denkmal bei Wikidata.
- Lage: die Adresse des Denkmales und die geographischen Koordinaten.
Link zu einem Kartenansichtstool, um Koordinaten zu setzen. In der Kartenansicht sind Denkmale ohne Koordinaten mit einem roten bzw. orangen Marker dargestellt und können in der Karte gesetzt werden. Denkmale ohne Bild sind mit einem blauen bzw. roten Marker gekennzeichnet, Denkmale mit Bild mit einem grünen bzw. orangen Marker.
- Bezeichnung: Bezeichnung, so wie sie in den offiziellen Listen der Denkmalämter steht. Ein Link hinter der Bezeichnung führt zum Wikipedia-Artikel über das Denkmal. Wenn die Bezeichnung der Denkmalämter inhaltlich fehlerhaft ist, ist in der Spalte „Beschreibung“ darauf hinzuweisen.
- Beschreibung: Beschreibung des Denkmales
- Bild: ein Bild des Denkmales und gegebenenfalls einen Link zu weiteren Fotos des Denkmals im Medienarchiv Wikimedia Commons

## Baudenkmale nach Ortsteilen

### Sassen
| ID | Lage    | Bezeichnung                                                                                                   | Beschreibung | Bild |
| -- | ------- | --- | --- | --- |
|    | (Karte) | Kirche mit Glocke von 1479 (im neuerrichteten Glockenstuhl), Friedhof mit Feldsteintrockenmauer und Mordwange | Die Dorfkirche entstand im 13. Jahrhundert aus Feldsteinen und wurde vermutlich im 15. Jahrhundert um ein Kirchenschiff aus Mauerstein erweitert. In Innern befindet sich eine Fünte aus der Zeit um 1300. Eine Glasmalerei aus dem 19. Jahrhundert zeigt den Guten Hirten zwischen Petrus und Paulus von Tarsus und stammt vermutlich aus der Glasmalereianstalt Ferdinand Müller in Quedlinburg. | Kirche mit Glocke von 1479 (im neuerrichteten Glockenstuhl), Friedhof mit Feldsteintrockenmauer und Mordwange |

### Trantow
| ID | Lage               | Bezeichnung                                                                | Beschreibung | Bild                                                                       |
| -- | ------------------ | -------------------------------------------------------------------------- | --- | -------------------------------------------------------------------------- |
|    | Dorfstraße         | altes Pfarrhaus mit Nebengebäude                                           | |                                                                            |
|    | Dorfstraße (Karte) | ehem. Schule                                                               | | ehem. Schule                                                               |
|    | Dorfstraße 24      | Wohnhaus und Nebengebäude                                                  | |                                                                            |
|    | Dorfstraße (Karte) | Gedenkstein Ernst-Moritz-Arndt                                             | | Gedenkstein Ernst-Moritz-Arndt                                             |
|    | (Karte)            | Kirche mit Grabstelen 18./19. Jh. und Grabstätte L. Arndt auf dem Friedhof | Spätgotische dreijochige Saalkirche von um 1400 aus Backstein mit getreppten Strebepfeilern aber ohne Gewölbe; Chor mit 3/8-Schluss; Westjoch und Westturm aus Feldstein von 1834, Turm-Oberteil aus Backstein, Turmhaube mit Laterne und schiefergedecktem Pyramidendach; zwei Schnitzfiguren von um 1400, Kanzel vom 17. Jh., Altaraufsatz von um 1700, Pastorengestühl vom 18. Jh., Empore vom 19. Jh., Mehmel – Orgel von 1865. | Kirche mit Grabstelen 18./19. Jh. und Grabstätte L. Arndt auf dem Friedhof |
|    | (Karte)            | Kriegerdenkmal 1914/1918 (an der Kirche)                                   | | Kriegerdenkmal 1914/1918 (an der Kirche)                                   |

### Mühlenkamp
| ID | Lage             | Bezeichnung | Beschreibung | Bild |
| -- | ---------------- | ----------- | ------------ | ---- |
|    | Dorfstraße 12/13 | Wohnhaus    |              |      |

### Pustow
| ID | Lage    | Bezeichnung                           | Beschreibung | Bild                                  |
| -- | ------- | ------------------------------------- | --- | ------------------------------------- |
|    | (Karte) | Gutshaus mit Pflasterstraße und Allee | Neogotischer, 1-gesch., 12-achs. Bau von 1865, Mittelrisalit mit Treppengiebel, nach 1945 Ferienheim; Gut der Familien von Scheele (bis 1780) und von Braun (1780 bis 1928). | Gutshaus mit Pflasterstraße und Allee |
|    | (Karte) | Gruftkapelle                          | |                                       |

## Quelle
- Bericht über die Erstellung der Denkmallisten sowie über die Verwaltungspraxis bei der Benachrichtigung der Eigentümer und Gemeinden sowie über die Handhabung von Änderungswünschen (Stand: Juni 1997)